# Trioceros
Trioceros Swainson, 1839 è un genere di sauri della famiglia Chamaeleonidae, diffuso nell'Africa tropicale.

## Descrizione

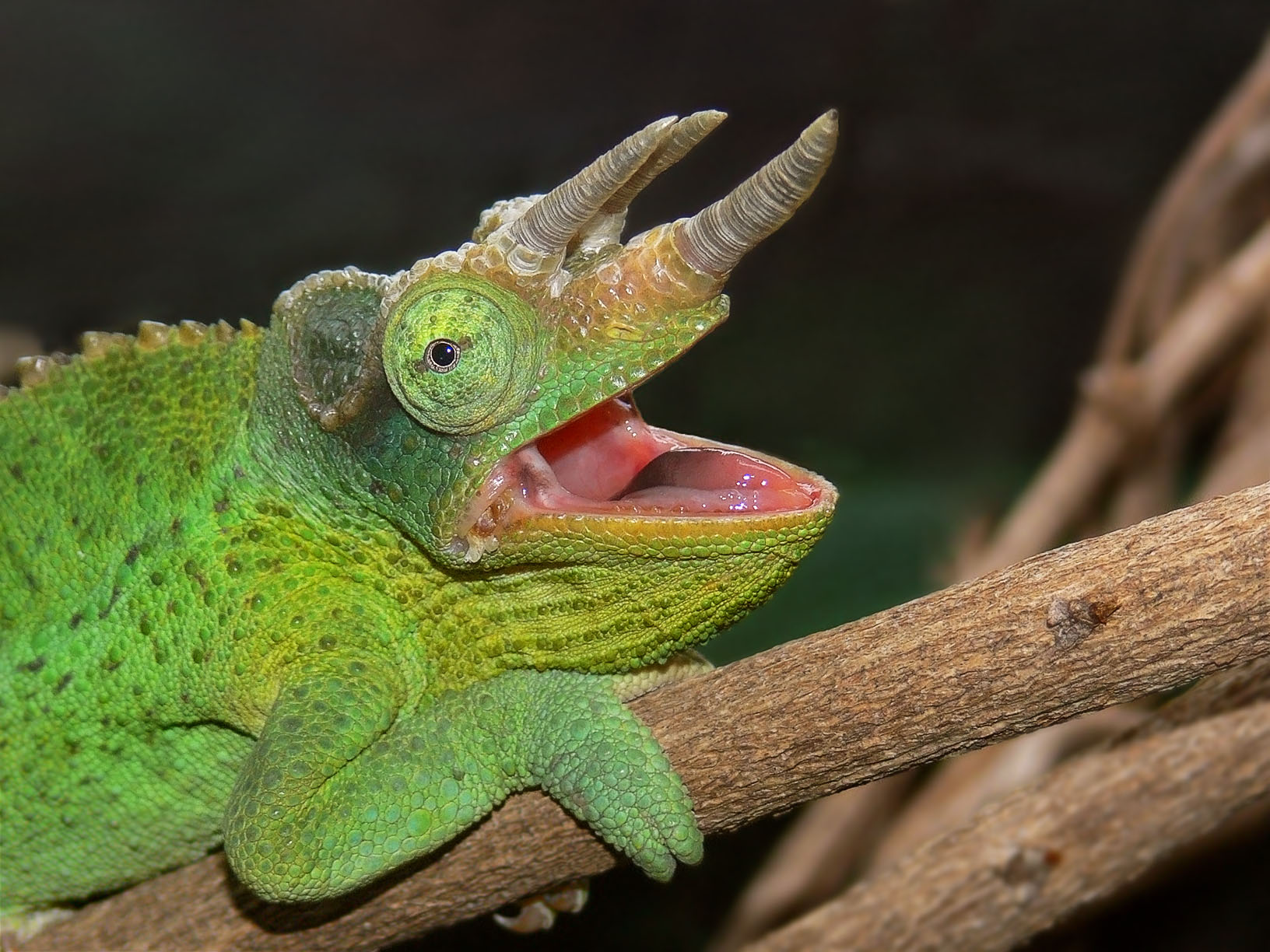
Primo piano di Trioceros jacksonii

Questo genere è caratterizzato dalla presenza di corni ossei talora molto vistosi, carattere che pur non essendo presente in tutte le specie, può essere considerato una sinapomorfia del genere. In alcune specie sono presenti anche dei pronunciati lobi occipitali, pliche cutanee all'apparenza simili ad orecchie, ma non correlate con l'organo dell'udito.

## Biologia
Il genere comprende sia specie ovovivipare (p.es T. affinis, T. bitaeniatus e T. werneri), che specie ovipare (p.es T. cristatus e T. melleri).

## Distribuzione e habitat
Il genere è ampiamente diffuso nell'Africa tropicale, spingendosi a sud sino a Mozambico e Malawi (T. melleri) e a nord sino all'Etiopia (T. affinis).
L'habitat tipico della maggior parte delle specie è la foresta tropicale umida.

## Tassonomia
Questo raggruppamento, considerato in passato un sottogenere del genere Chamaeleo, è stato elevato al rango di genere da Tilbury & Tolley nel 2009.
Comprende le seguenti specie:
- Trioceros affinis (Rüppel, 1845)

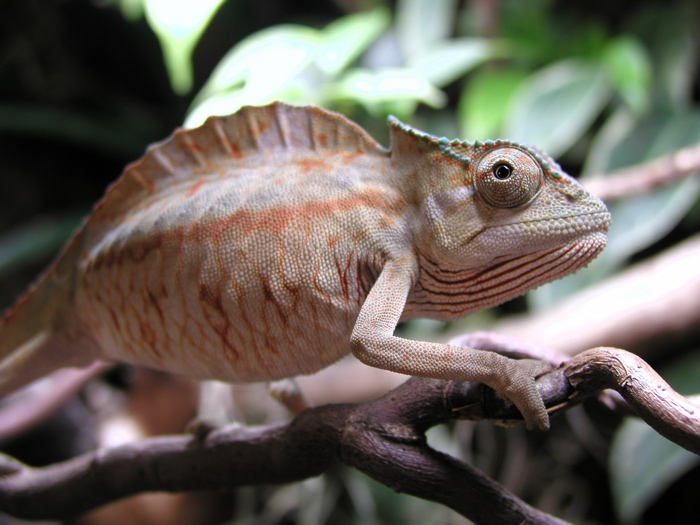
Trioceros cristatus

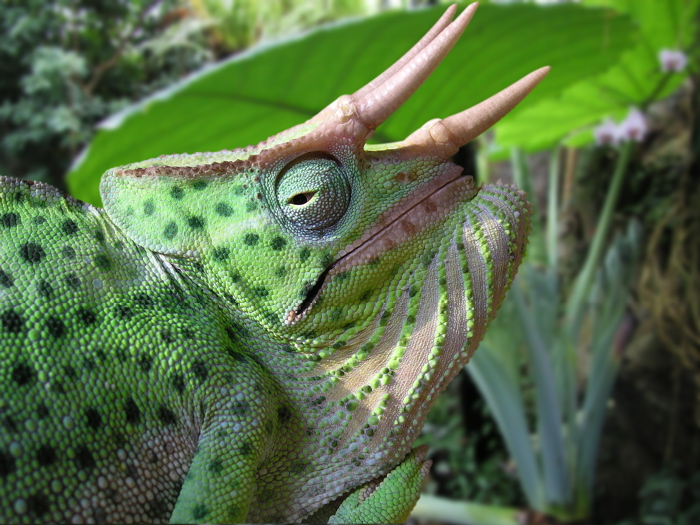
Trioceros deremensis

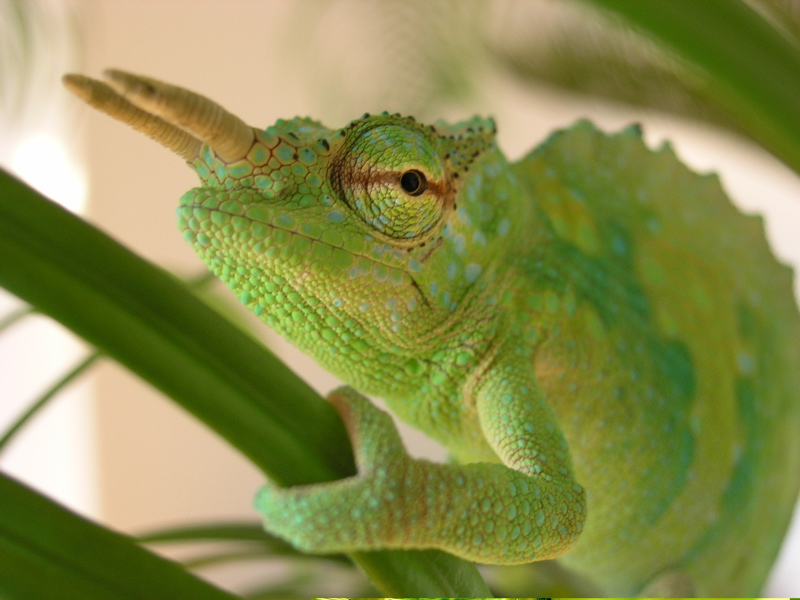
Trioceros montium

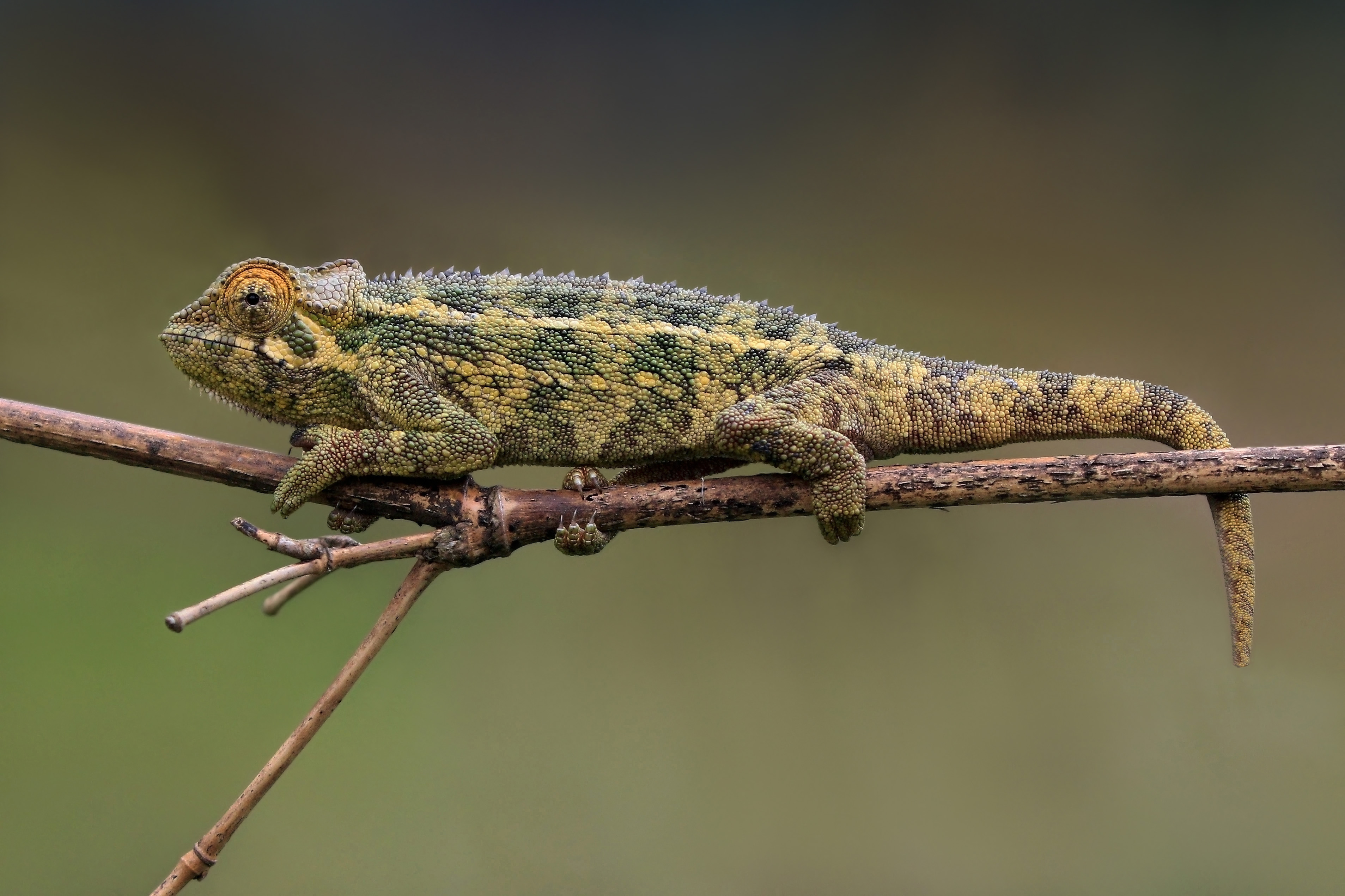
Trioceros rudis

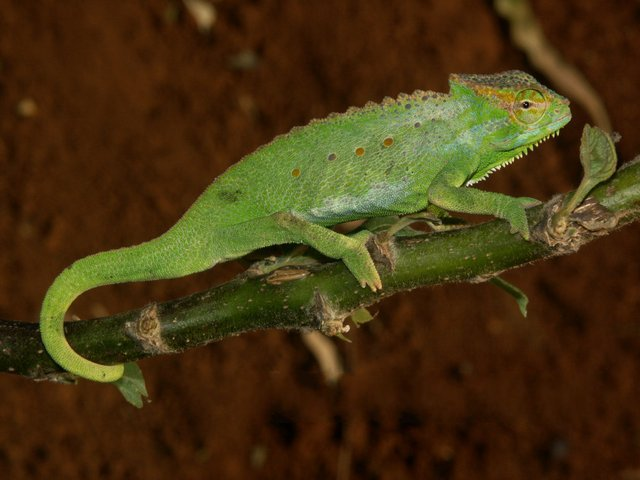
Trioceros wiedersheimi

- Trioceros balebicornutus (Tilbury, 1998)
- Trioceros bitaeniatus (Fischer, 1884)
- Trioceros camerunensis (Müller, 1909)
- Trioceros chapini (De Witte, 1964)
- Trioceros conirostratus (Tilbury, 1998)
- Trioceros cristatus (Stutchbury, 1837)
- Trioceros deremensis (Matschie, 1892)
- Trioceros eisentrauti (Mertens, 1968)
- Trioceros ellioti (Günther, 1895)
- Trioceros feae (Boulenger, 1906)
- Trioceros fuelleborni (Tornier, 1900)
- Trioceros goetzei (Tornier, 1899)
- Trioceros hanangensis Krause & Böhme, 2010
- Trioceros harennae (Largen, 1995)
- Trioceros hoehnelii (Steindachner, 1891)
- Trioceros incornutus (Loveridge, 1932)
- Trioceros ituriensis (Schmidt, 1919)
- Trioceros jacksonii (Boulenger, 1896)
- Trioceros johnstoni (Boulenger, 1901)
- Trioceros kinangopensis Stipala, Lutzmann, Malonza, Wilkinson, Godley, Nyamache & Evans, 2012
- Trioceros kinetensis (Schmidt, 1943)
- Trioceros laterispinis (Loveridge, 1932)
- Trioceros marsabitensis (Tilbury, 1991)
- Trioceros melleri (Gray, 1865)
- Trioceros montium (Buchholz, 1874)
- Trioceros narraioca (Necas, Modry & Slapeta, 2003)
- Trioceros ntunte (Necas, Modry & Slapeta, 2005)
- Trioceros nyirit Stipala, Lutzmánn, Malonza, Borghesio, Wilkinson, Godley & Evans, 2011
- Trioceros oweni (Gray, 1831)
- Trioceros perreti (Klaver & Böhme, 1992)
- Trioceros pfefferi (Tornier, 1900)
- Trioceros quadricornis (Tornier, 1899)
- Trioceros rudis (Boulenger, 1906)
- Trioceros schoutedeni (Laurent, 1952)
- Trioceros schubotzi (Sternfeld, 1912)
- Trioceros serratus (Mertens, 1922)
- Trioceros sternfeldi (Rand, 1963)
- Trioceros tempeli (Tornier, 1900)
- Trioceros tremperi (Necas, 1994)
- Trioceros werneri (Tornier, 1899)
- Trioceros wiedersheimi (Nieden, 1910)